# Vaják: Szirének a mélyből
A Vaják: Szirének a mélyből (eredeti cím: The Witcher: Sirens of the Deep) 2025-ben bemutatott koprodukciós 2D-s számítógépes animációs fantasy filmdráma, amelyet Kang Hei Chul rendezett, Andrzej Sapkowski Némi áldozat című regénye alapján.
Amerikában és Magyarországon 2025. február 11-én mutatta be a Netflix.

## Cselekmény
Geraltot felbérelik, hogy ölje meg az Allamoraxot, amelyet több halász haláláért tartanak felelősnek Bremervoordban. Azonban elengedi a lényt, miután a szirének könyörögnek az életéért, azt állítva, hogy az Allamorax ártatlan. Mivel Geralt lemondott a gyilkosról és a jutalomról, Kökörcsin elfogad egy meghívást, hogy játsszon a helyi fesztiválon, hogy pénzt keressen. Ott találkoznak Kökörcsin gyerekkori barátjával és dalnok társával, Essi Davennel. A fesztiválon jelen van Usveldt király és fia, Agloval herceg is, valamint a király fattyú fia, Zelest, aki fiatalkorukban gyakran bántotta Kökörcsint. A fesztivál alatt egy gyöngyhalászokat szállító csónakot megtámadnak. Az egyik halász még élve eljut a fesztiválra, és halála előtt elmondja, hogy a támadók Vodninek voltak, akik a szirének parancsára cselekedtek. Pletykák szerint a király azért nem lép fel a szirének ellen, mert a fia szerelmes a szirén hercegnőbe, Sh'eenazba. Mégis utasítja Geraltot, hogy találja meg és ölje meg a felelősöket. Egyúttal bemutat egy fiatal hercegnőt a fiának, remélve, hogy az majd elfeledteti vele Sh'eenazt. Időközben a szirének kérik királyukat, Basimot és királynőjüket, Dahutot, hogy tegyenek valamit, mert az emberek elhalásszák az élelmüket. Sh'eenaz azt állítja, hogy a házassága Aglovallal békét hozhat a két világ között. A nagynénje, Melusina, a tengeri boszorkány felajánl neki egy bájitalt, amely átváltoztatja őt szerelme alakjává.
Geralt, Kökörcsin és Essi tovább nyomoznak, és felfedezik a Vodninek rejtekhelyét. Szembesítenek egy Vodnint, hogy megtudják, ki bérelte fel őket, de mielőtt válaszokat kaphatnának, megjelenik Zelest és csapatai, és megtámadják a lényeket. Harc tör ki. Agloval feleségül akarja venni Sh'eenazt, de vitába keverednek arról, hogyan tudnának együtt élni. Végül haraggal válnak el. Ez tovább súlyosbítja a fajok közötti háborút. Kökörcsin egy elejtett megjegyzése és a hajók vizsgálata után Geralt rájön, hogy a valódi tettes Melusina. Ő támadta meg a hajókat, amikor Krakenné változott, és ő az, aki ember hercegnőként pózol. Usveldt király Melusinával szövetkezett, hogy elidegenítse a fiát Sh'eenaztól. Melusina bosszút akart állni a nővérén, amiért Basim őt választotta királynőnek. Miután leleplezik, Melusina elmenekül a palotából, de Usveldt továbbra is háborút akar, és elfogja Geraltot, Kökörcsint, Essit és saját fiát, Zelestet is, aki ellene fordult, miután rájött az igazságra. A király kihajózik, hogy megölje őket és megtámadja a sziréneket, akik visszavágnak.
Geralt és barátai sikeresen megszöknek, és csatlakoznak a harcokhoz, amelyek során Zelest életét veszti. Melusina ismét Krakenné változik, és támadásba lendül. Usveldt megsebesíti Sh'eenazt, aki visszavonul a tengerbe. Geraltot Melusina elnyeli, de belülről felhasítja a testét, majd egy végső döféssel megöli a tengeri boszorkányt. Agloval megállítja a harcot, és felfedi apja és Melusina árulását. Sh'eenaz anyja meggyógyítja a lányát, aki végül beleegyezik a házasságba Aglovallal, hogy békét hozzanak a két királyság között. Az esküvő napján Usveldt azt hiszi, hogy Sh'eenaz fogja bevenni a bájitalt, hogy a szárazföldön élhessen, ám végül Agloval veszi be, mivel nem akar többé részese lenni apja véres dinasztiájának. Agloval eltűnik a tengerben új családjával.
Essi bevallja érzéseit Geraltnak, és együtt töltik az éjszakát. Reggel azonban rájönnek, hogy nem lehetnek együtt: Essi családot és nyugodt életet szeretne, míg Geralt a vándorlás rabja, és szíve mélyén még mindig Yennefer után vágyakozik. Csendben, szelíden elválnak útjaik. Geralt és Kökörcsin továbbindulnak Caingorn felé.

## Szereplők
| Szerep               | Eredeti hang                  | Magyar hang           |
| -------------------- | ----------------------------- | --------------------- |
| Ríviai Geralt        | Doug Cockle                   | Welker Gábor          |
| Kökörcsin            | Joey Batey                    | Bercsényi Péter       |
| Vengerbergi Yennefer | Anya Chalotra                 | Mentes Júlia          |
| Essi Daven           | Christina Wren                | Békefi Viktória       |
| Essi Daven           | Valerie Roz Lohman (fiatalon) | Zámbori Maya          |
| Sh'eenaz             | Emily Carey                   | Engel-Iván Lili       |
| Melusina             | Mallory Jansen                | Andrádi Zsanett       |
| Agloval              | Camrus Johnson                | Kerek Dávid           |
| Zelest               | Ray Chase                     | L. Nagy Attila        |
| Zelest               | Greg Vinciguerra (fiatalon)   | Holló-Zsadányi Norman |
| Usveldt              | Simon Templeman               | Petridisz Hrisztosz   |
| Dahut                | Cynthia McWilliams            | Solecki Janka         |
| Deroua               | Stephen Fu                    |                       |
| Basim                | Ramon Tikaram                 | Péter Richárd         |

### Magyar változat
- Magyar szöveg: Szentmihályi Hunor
- Dalszöveg: Nádasi Veronika
- Felvevő hangmérnök: Fogas Ákos, Bartkó Botond
- Hangmérnök: Jacsó Bence
- Vágó: Kajdácsi Brigitta
- Gyártásvezető: Gelencsér Adrienne
- Szinkronrendező: Dóczi Orsolya
- Zenei rendező: Molnár Gábor

A szinkront a Mafilm Audio Kft. készítette el.

## A film készítése
2021 szeptemberében, a „Tudum: A Netflix Global Fan Event” rendezvényen a Netflix bejelentette, hogy fejleszteni kezdték a második animefilmet Vaják: A Farkas rémálma után. Az ezt követő hónapokban Tomek Bagiński vezető producer elárulta, hogy a film közvetlenül Andrzej Sapkowski egyik eredeti Vaják-története alapján készül majd, nem pedig olyan új történetként, amely csak utalásokra épül a könyvekben. Később kiderült, hogy ez a történet a Némi áldozat című regény lesz A végzet kardja kötetből. A Netflix ismét együttműködött a dél-koreai Studio Mir, valamint a Studio IAM, a Platige Image és a Hivemind stúdiókkal, akárcsak Vaják: A Farkas rémálma esetében. Miután Henry Cavill kilépett a Vaják élőszereplős sorozatából, Doug Cockle visszatért Ríviai Geralt hangjaként, ahogy a Vaják videojáték-sorozatban is ő szinkronizálta a karaktert. Joey Batey és Anya Chalotra szintén visszatértek a sorozatból megszokott szerepeikbe, míg Christina Wren új tagként csatlakozott a stábhoz.